# Monumento Nacional Templo Histórico
El Templo del Congreso o Templo Histórico es una iglesia ubicada en Villa del Rosario, área metropolitana de Cúcuta. En 1821 sesionó el Congreso que redactó y promulgó la Constitución de 1821, mediante la cual fue creada la República de Colombia (conocida en la historiografía como Gran Colombia), país compuesto por las actuales naciones de Colombia, Venezuela, Ecuador y Panamá. La edificación hace parte del Parque Grancolombiano, junto a la Casa de Santander, la Casa de Gobierno "La Bagatela" y el Tamarindo Histórico.

## Construcción
Su creación se debe al aumento considerable de la población de Villa del Rosario, ya que la antigua iglesia de Santa Ana era insuficiente, por lo que el párroco y los feligreses de la época empiezan la construcción de esta iglesia a finales del siglo XVIII, para lo cual ecibieron fondos por parte del virrey de la Nueva Granada.

## Congreso de Villa Del Rosario

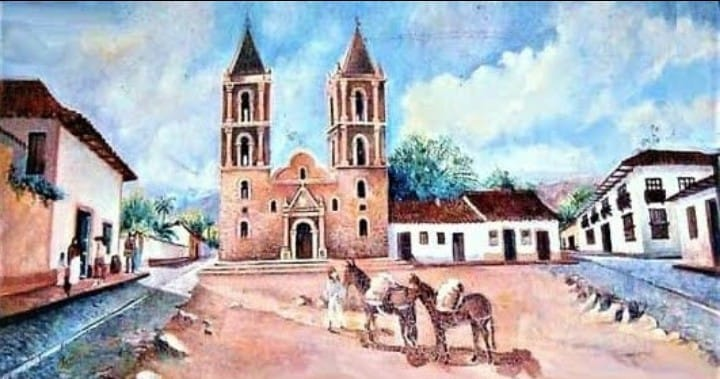
Templo Histórico en 1821

El 6 de mayo se instaló el Congreso. El General Nariño, acompañado de los ministros del Interior y de Relaciones Exteriores, junto con los 57 diputados, parten hacia el templo para asistir a la celebración de la misa del Espíritu Santo. Terminado este acto religioso, pasaron a la sala destinada para las sesiones del congreso que se encontraba en el segundo piso de la Bagatela. Con ello, Simón Bolívar, Francisco de Paula Santander y otros personajes importantes en la independencia de Colombia y Venezuela lograban su objetivo principal de crear la  Gran Colombia unificando a las Provincias Unidas de Nueva Granada (actual Colombia) y a Venezuela. Posteriormente Ecuador y Panamá se integraron a esta nación.                            

## Terremoto de 1875

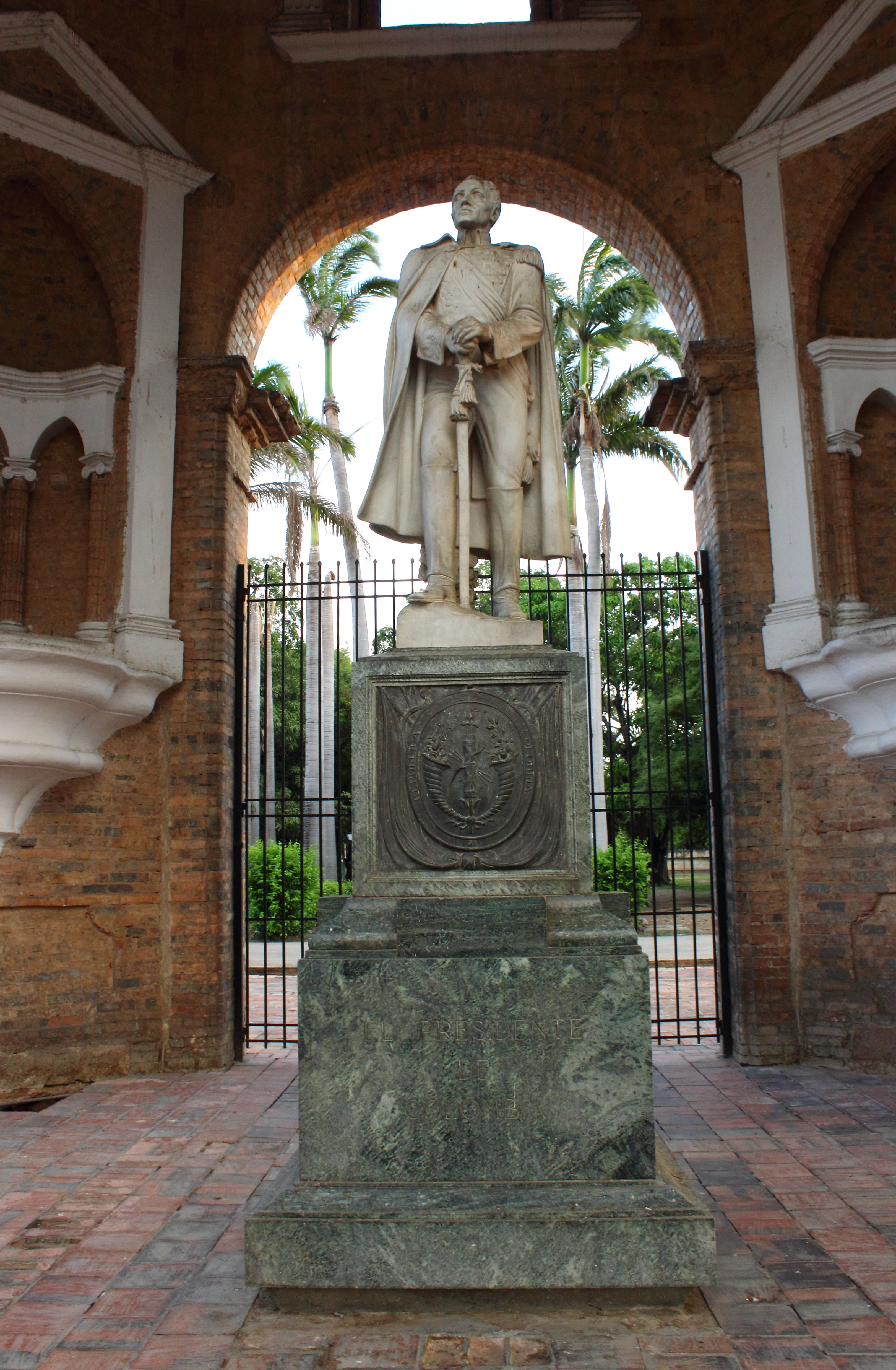
Estatua de Simón Bolívar dentro del templo

En 1849, una descarga eléctrica derribó casi todo el pabellón central, el cual fue reconstruido por el arquitecto Gabriel Duarte.  
20 años después, el 24 de octubre de 1868, sufrió serios desperfectos en la sacristía y en una de las naves a causa de la inundación del río Táchira, su reconstrucción estuvo a cargo de Francisco de Paula Andrade.  
Durante el terremoto de 1875 quedó totalmente destruido. En 1879 se tenía planeado la colocación de la primera piedra del monumento que conmemoraría el nacimiento de la República de Colombia, lo cual no fue posible debido a las guerras civiles y a la falta de recursos. 
El sacerdote Manuel María Lizardo inicia su reconstrucción en el 1886 con el propósito de dejar un centinela que para siempre recordara que en este sitio se cumplió el sueño de Simón Bolívar, alcanzándose a levantar la cúpula que hoy es símbolo de la identidad nacional. 
Fue inaugurado por el padre Lizardo un año después, con estas palabras: "Me alejé de vuestro suelo en horas de amargo desencanto; ya mis ojos no volverán a contemplaros; cuna de mis afectos, pero este majestuoso centinela os mirara por mi de día y de noche, os saludara con sus campanas y os enviara con los aires de este valle hospitalario recuerdos del hijo ausente". 
En este mismo parque se conserva el Tamarindo Histórico, lugar de esparcimiento de los diputados durante el receso de las sesiones en las que se redactaba el la constitución del Congreso de Villa del Rosario. Funcionó en ese entonces como especie de cafetería. Era el lugar donde se intercambiaban las diversas disposiciones y maniobras propias de la política, por esta razón se le conoce como «Testigo Mudo de la Libertad». Actualmente se conserva en perfectas condiciones. 

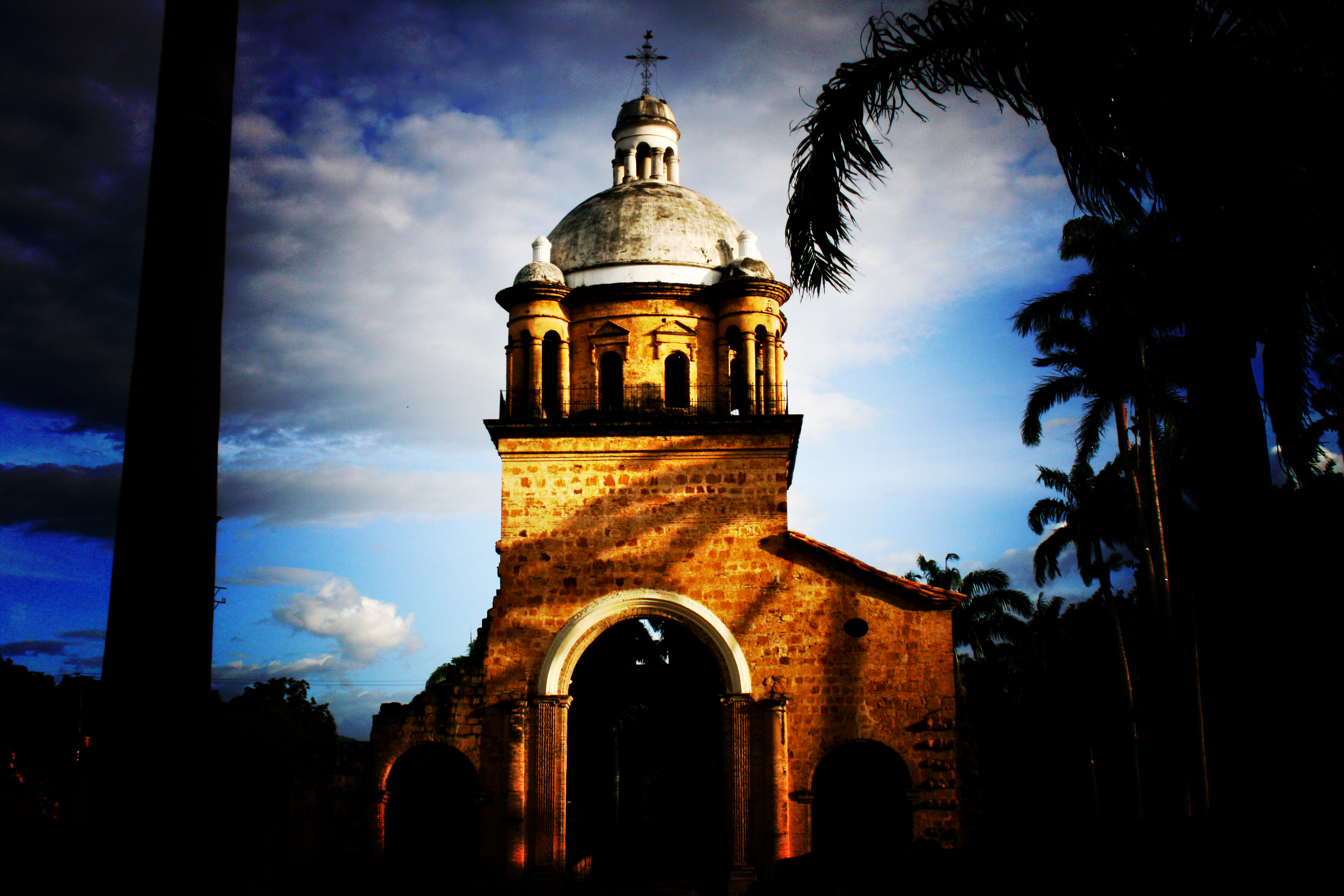
Lomografia del Templo histórico de Villa del Rosario.

En su interior, en el lugar que ocupaba el altar mayor de la iglesia, se encuentra una estatua de Simón Bolívar. El templo hace parte del Parque Grancolombiano, donde también se ubica la Casa Natal de Santander.

## SigloXX
Fue declarado Monumento Nacional según Ley 35 de 1926 y según el artículo 5 de la Ley 28 de 1935, siendo considerado como el monumento de valor histórico para Colombia. En 1971 fue inaugurada bajo la cúpula una estatua de mármol de Simón Bolívar, obra del escultor italiano Pietro Canonica.

### Tratado sobre demarcación de Fronteras y Navegación de los ríos comunes con Venezuela
Los presidentes Eduardo Santos por Colombia y el general Eleazar López Contreras por Venezuela se reunieron el 5 de octubre de 1941 en el Templo Históricopara poner fin a una diferencia de más de un siglo (desde la disolución de la Gran Colombia) suscribiendo el acuerdo de límites entre los dos países, los cuales fueron firmados por los cancilleres Luis López de Mesa y Esteban Gil Borges, con ello se ratificó el Tratado López de Mesa-Gil Borges.